# 今治北インターチェンジ
今治北インターチェンジ（いまばりきたインターチェンジ）は、愛媛県今治市にある西瀬戸自動車道（通称：しまなみ海道）のインターチェンジである。

## 概要
本州方面（尾道方面）への流出入が可能なハーフICである。
来島海峡SAが併設されており、当ICから出る際にはサービスエリア施設が利用できるが、入る際にはサービスエリア施設は利用できない。

## 歴史
2006年4月24日に大島道路が全線開通するまでは、次の大島南ICで高速道路を降りることになっていた。
2004年3月31日までは、大島南ICには料金所がなかったため、上り・下りともに当ICにて料金を支払っていた。またETC搭載車は非登載車と同様に料金所で一時停止し、ETCカードを収受員に手渡していた。

## 道路
- 西瀬戸自動車道（しまなみ海道）
- 接続する道路：国道317号

## 料金所

### 入口
- レーン数:1
  - ETC・一般:1

### 出口
- レーン数:2
  - ETC専用:1
  - 一般:1

## 周辺
- 糸山公園
- 来島海峡大橋
  - 来島海峡第一大橋
  - 来島海峡第二大橋
  - 来島海峡第三大橋
- JR四国予讃線・波止浜駅

## 隣
西瀬戸自動車道
(11)大島南IC - 馬島IC/BS -  (12) 今治北IC/来島海峡SA - (13)今治IC